# Bandera de Tokelau
La bandera de Tokelau fou durant molt de temps la bandera de Nova Zelanda. En efecte, aquests arxipèlag del Pacífic està sota sobirania noezelandesa. La bandera es compon d'un fons blau amb un vaixell i una vela de color groc a la part central d'aquesta i en el quadrant superior esquerra hi apareix una Creu del Sud.
Aquestes illes han llançat un procés per obtenir una autonomia semblant a la de Niue o de les Illes Cook. Paral·lelament es va convocar un concurs per tal de dotar d'una bandera nova i d'un himne per a l'illa. Es va oferir una suma de 1000 $ per al guanyador. Inciat el 2004, el concurs fou successivament prolongat. El 31 d'agost de 2005 s'havien rebut 123 propostes i el parlament n'havia preseleccionat sis, però es va decidir reobrir el concurs. A la continuació de les taules que van provocar els referèndums d'autodeterminació de 2006 i 2007, el concurs restà obert.
El maig de 2008, el parlament va anunciar la tria d'una bandera i d'un símbol nacional. Només falta oficialitzar les formalitats d'ús per tal que sigui completament oficial.

Bandera no oficial

Una bandera no oficial ha permès identificar específicament les Tokelau. Fou utilitzat a partir de finals dels anys 1980 en competicions esportives.
Les tres estrelles i els tres cercles representen els tres atol·lons de l'arxipèlag. Amb tot, ni els habitants l'han utilitzat.